# 岩国市
岩国市（いわくにし）は、山口県の最東部にある市。広島広域都市圏に含まれる。

## 概要
現在の岩国市は2代目にあたり、2006年3月20日に旧・岩国市、玖珂郡由宇町、玖珂町、本郷村、周東町、錦町、美川町、美和町の8市町村が新設合併し誕生したものである。この合併で市の面積は約874km2となった。なお、合併後も、旧岩国市の区域を除き、旧町村名は残されているが、読み方が「〜町（ちょう）」「本郷村（ほんごうそん）」から「〜町（まち）」「本郷町（ほんごうまち）」に変更された。
旧岩国市は、江戸時代には吉川氏の治める岩国領の城下町であった。長州藩から永らく支藩として認められなかったため、岩国領が岩国藩となったのは大政奉還後の慶応4年であった。市の北部は、農業、林業、古くは鉱山（河山・玖珂）の町として栄えていた。現在は、その古称を用いて「山代地域」と総称している。岩国市と柳井市を中心とする地域は岩柳地区と呼ばれる。

## 地理

岩国市中心部周辺の空中写真。
2008年6月13撮影の79枚を合成作成。。

山口県の最東部に位置し、小瀬川を挟んで広島県と接している。広島市と周南市の中間地点に位置する。名勝・錦帯橋や国の天然記念物・白蛇（岩国のシロヘビ）生息地で知られる。また、広島市（広島県西部）や周南市などと同様に、瀬戸内工業地域の一角を担っている。中国山地に端を発し、広島湾に注ぐ錦川の作った三角州上の岩国飛行場には、在日米軍（海兵隊）と自衛隊（海上自衛隊）の基地が存在する。
山陽本線や山陽自動車道・国道2号といった幹線交通網が市の東西を貫き、岩国飛行場（岩国錦帯橋空港）、岩国港、新岩国駅、さらに第三セクター鉄道である錦川鉄道などがある。観光都市としての一面も持ち、錦帯橋・岩国城を中心とした市内各観光地には年間を通じて観光客が訪れる。

### 市名の由来
城山の岩から岩国になったという説がある。また、本来の岩国は錦帯橋周辺を指している。

### 位置

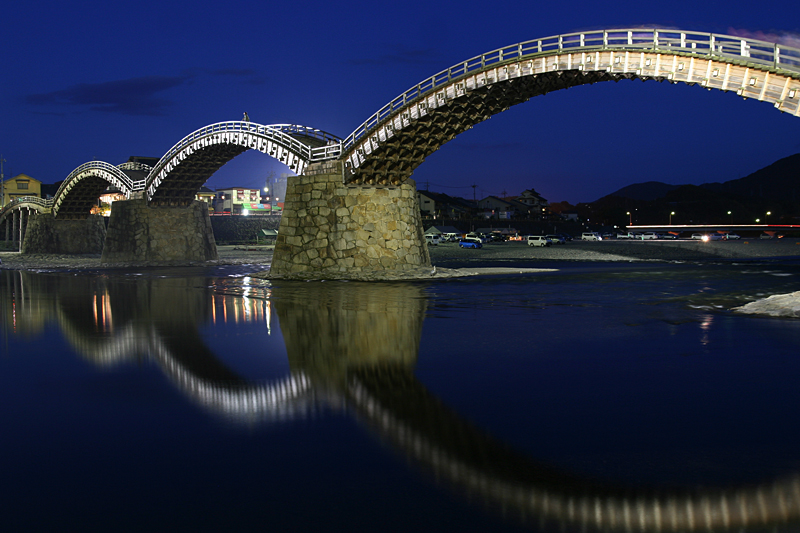
錦帯橋夜景

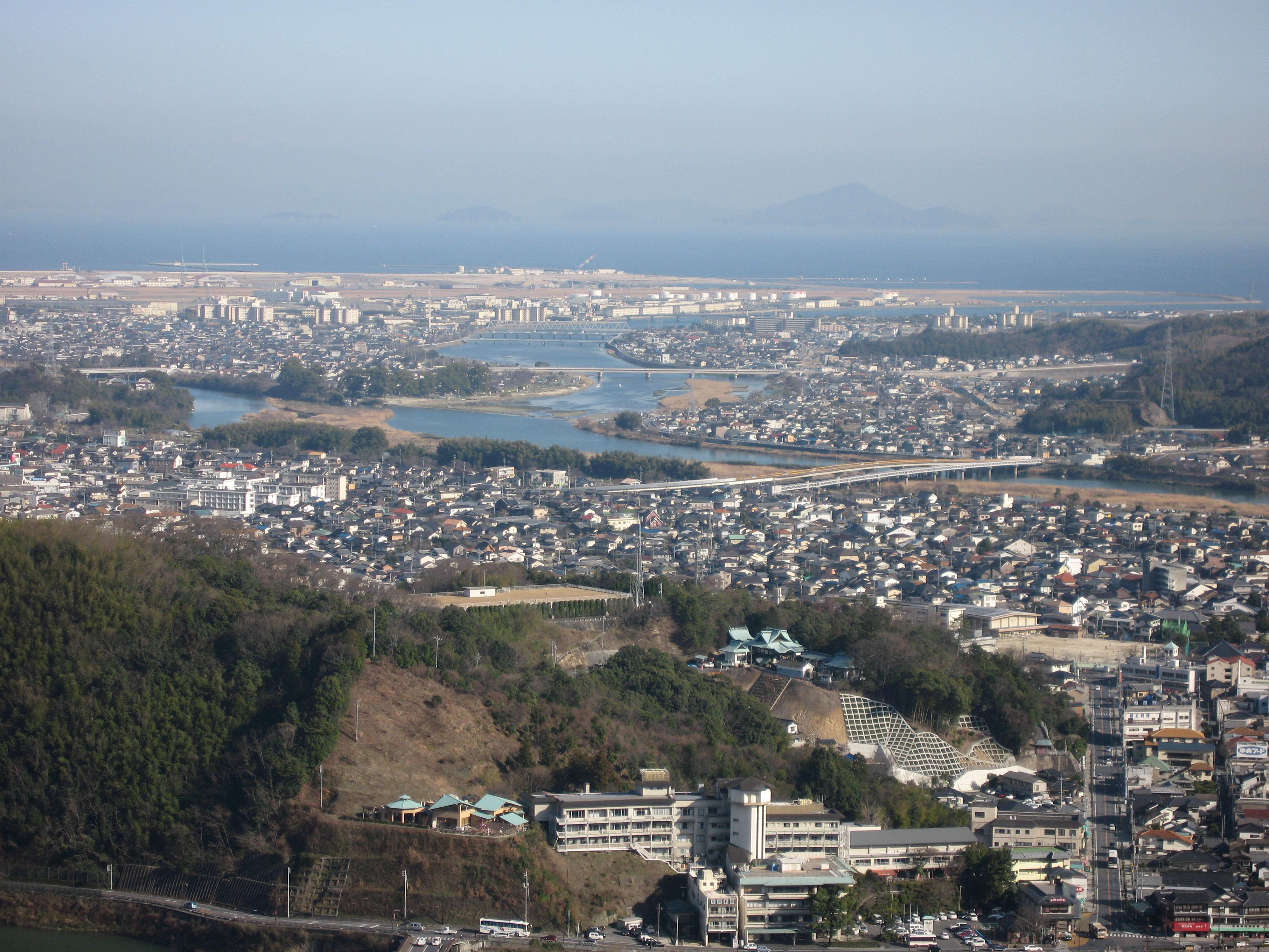
岩国城から見た岩国市

山口県の内陸部東端に位置する。市の中央を横断するかのように、岩国-五日市断層帯が通っている。
- 川: 錦川水系（錦川、御庄川、生見川など）、小瀬川水系（小瀬川など））、島田川水系（島田川など）
- 湖沼：山代湖（生見川ダム）、五瀬ノ湖（御庄川ダム）、中山湖（中山川ダム）、弥栄湖（弥栄ダム）、真珠湖（小瀬川ダム）

### 気候
| 岩国（1991年 - 2020年）の気候      | 岩国（1991年 - 2020年）の気候 | 岩国（1991年 - 2020年）の気候 | 岩国（1991年 - 2020年）の気候 | 岩国（1991年 - 2020年）の気候 | 岩国（1991年 - 2020年）の気候 | 岩国（1991年 - 2020年）の気候 | 岩国（1991年 - 2020年）の気候 | 岩国（1991年 - 2020年）の気候 | 岩国（1991年 - 2020年）の気候 | 岩国（1991年 - 2020年）の気候 | 岩国（1991年 - 2020年）の気候 | 岩国（1991年 - 2020年）の気候 | 岩国（1991年 - 2020年）の気候 |
| 月                                 | 1月                           | 2月                           | 3月                           | 4月                           | 5月                           | 6月                           | 7月                           | 8月                           | 9月                           | 10月                          | 11月                          | 12月                          | 年                            |
| ---------------------------------- | ----------------------------- | ----------------------------- | ----------------------------- | ----------------------------- | ----------------------------- | ----------------------------- | ----------------------------- | ----------------------------- | ----------------------------- | ----------------------------- | ----------------------------- | ----------------------------- | ----------------------------- |
| 最高気温記録 °C （°F）             | 18.6 (65.5)                   | 21.4 (70.5)                   | 24.5 (76.1)                   | 29.7 (85.5)                   | 32.8 (91)                     | 34.5 (94.1)                   | 38.3 (100.9)                  | 37.8 (100)                    | 36.1 (97)                     | 32.4 (90.3)                   | 27.0 (80.6)                   | 21.3 (70.3)                   | 38.3 (100.9)                  |
| 平均最高気温 °C （°F）             | 9.0 (48.2)                    | 9.9 (49.8)                    | 13.5 (56.3)                   | 19.0 (66.2)                   | 23.7 (74.7)                   | 26.4 (79.5)                   | 30.5 (86.9)                   | 31.9 (89.4)                   | 28.1 (82.6)                   | 22.6 (72.7)                   | 16.8 (62.2)                   | 11.4 (52.5)                   | 20.2 (68.4)                   |
| 日平均気温 °C （°F）               | 4.2 (39.6)                    | 4.9 (40.8)                    | 8.2 (46.8)                    | 13.4 (56.1)                   | 18.1 (64.6)                   | 21.8 (71.2)                   | 25.9 (78.6)                   | 26.9 (80.4)                   | 23.1 (73.6)                   | 17.3 (63.1)                   | 11.4 (52.5)                   | 6.3 (43.3)                    | 15.1 (59.2)                   |
| 平均最低気温 °C （°F）             | 0.1 (32.2)                    | 0.5 (32.9)                    | 3.1 (37.6)                    | 8.0 (46.4)                    | 12.9 (55.2)                   | 17.9 (64.2)                   | 22.3 (72.1)                   | 23.0 (73.4)                   | 19.0 (66.2)                   | 12.7 (54.9)                   | 6.9 (44.4)                    | 2.1 (35.8)                    | 10.7 (51.3)                   |
| 最低気温記録 °C （°F）             | −7.1 (19.2)                   | −8.3 (17.1)                   | −5.0 (23)                     | −1.1 (30)                     | 3.4 (38.1)                    | 9.3 (48.7)                    | 14.8 (58.6)                   | 15.8 (60.4)                   | 7.5 (45.5)                    | 2.0 (35.6)                    | −1.1 (30)                     | −5.2 (22.6)                   | −8.3 (17.1)                   |
| 降水量 mm （inch）                 | 54.3 (2.138)                  | 79.9 (3.146)                  | 145.6 (5.732)                 | 172.8 (6.803)                 | 187.5 (7.382)                 | 274.1 (10.791)                | 292.1 (11.5)                  | 154.9 (6.098)                 | 182.4 (7.181)                 | 113.7 (4.476)                 | 77.5 (3.051)                  | 62.5 (2.461)                  | 1,781.4 (70.134)              |
| 平均降水日数 （≥1.0 mm）           | 6.2                           | 7.3                           | 9.7                           | 9.3                           | 9.4                           | 11.8                          | 11.0                          | 8.5                           | 8.9                           | 6.8                           | 6.4                           | 6.4                           | 101.4                         |
| 平均月間日照時間                   | 153.7                         | 150.3                         | 181.3                         | 204.4                         | 220.8                         | 151.8                         | 176.2                         | 217.8                         | 167.0                         | 179.8                         | 159.4                         | 156.5                         | 2,127.2                       |
| 出典1：Japan Meteorological Agency |                               |                               |                               |                               |                               |                               |                               |                               |                               |                               |                               |                               |                               |
| 出典2：気象庁                      |                               |                               |                               |                               |                               |                               |                               |                               |                               |                               |                               |                               |                               |

| 玖珂（1991年 - 2020年）の気候      | 玖珂（1991年 - 2020年）の気候 | 玖珂（1991年 - 2020年）の気候 | 玖珂（1991年 - 2020年）の気候 | 玖珂（1991年 - 2020年）の気候 | 玖珂（1991年 - 2020年）の気候 | 玖珂（1991年 - 2020年）の気候 | 玖珂（1991年 - 2020年）の気候 | 玖珂（1991年 - 2020年）の気候 | 玖珂（1991年 - 2020年）の気候 | 玖珂（1991年 - 2020年）の気候 | 玖珂（1991年 - 2020年）の気候 | 玖珂（1991年 - 2020年）の気候 | 玖珂（1991年 - 2020年）の気候 |
| 月                                 | 1月                           | 2月                           | 3月                           | 4月                           | 5月                           | 6月                           | 7月                           | 8月                           | 9月                           | 10月                          | 11月                          | 12月                          | 年                            |
| ---------------------------------- | ----------------------------- | ----------------------------- | ----------------------------- | ----------------------------- | ----------------------------- | ----------------------------- | ----------------------------- | ----------------------------- | ----------------------------- | ----------------------------- | ----------------------------- | ----------------------------- | ----------------------------- |
| 最高気温記録 °C （°F）             | 18.8 (65.8)                   | 21.8 (71.2)                   | 24.2 (75.6)                   | 29.2 (84.6)                   | 32.7 (90.9)                   | 35.2 (95.4)                   | 38.1 (100.6)                  | 38.1 (100.6)                  | 36.2 (97.2)                   | 31.3 (88.3)                   | 27.0 (80.6)                   | 21.7 (71.1)                   | 38.1 (100.6)                  |
| 平均最高気温 °C （°F）             | 9.3 (48.7)                    | 10.5 (50.9)                   | 14.2 (57.6)                   | 19.8 (67.6)                   | 24.5 (76.1)                   | 27.0 (80.6)                   | 30.8 (87.4)                   | 32.2 (90)                     | 28.5 (83.3)                   | 23.1 (73.6)                   | 17.2 (63)                     | 11.6 (52.9)                   | 20.7 (69.3)                   |
| 日平均気温 °C （°F）               | 3.6 (38.5)                    | 4.6 (40.3)                    | 8.1 (46.6)                    | 13.3 (55.9)                   | 18.1 (64.6)                   | 21.9 (71.4)                   | 25.8 (78.4)                   | 26.8 (80.2)                   | 23.1 (73.6)                   | 17.1 (62.8)                   | 11.0 (51.8)                   | 5.6 (42.1)                    | 14.9 (58.8)                   |
| 平均最低気温 °C （°F）             | −1.2 (29.8)                   | −0.6 (30.9)                   | 2.3 (36.1)                    | 7.1 (44.8)                    | 12.3 (54.1)                   | 17.7 (63.9)                   | 22.1 (71.8)                   | 22.8 (73)                     | 18.8 (65.8)                   | 12.1 (53.8)                   | 5.7 (42.3)                    | 0.6 (33.1)                    | 10.0 (50)                     |
| 最低気温記録 °C （°F）             | −8.9 (16)                     | −11.5 (11.3)                  | −6.4 (20.5)                   | −3.0 (26.6)                   | 1.7 (35.1)                    | 7.9 (46.2)                    | 14.6 (58.3)                   | 15.5 (59.9)                   | 7.2 (45)                      | 0.0 (32)                      | −2.6 (27.3)                   | −7.2 (19)                     | −11.5 (11.3)                  |
| 降水量 mm （inch）                 | 62.0 (2.441)                  | 90.7 (3.571)                  | 158.9 (6.256)                 | 186.8 (7.354)                 | 211.0 (8.307)                 | 292.2 (11.504)                | 333.6 (13.134)                | 166.4 (6.551)                 | 183.6 (7.228)                 | 110.3 (4.343)                 | 82.9 (3.264)                  | 66.0 (2.598)                  | 1,944.3 (76.547)              |
| 平均降水日数 （≥1.0 mm）           | 6.6                           | 8.0                           | 10.0                          | 9.8                           | 9.4                           | 12.0                          | 11.3                          | 8.9                           | 9.1                           | 6.6                           | 7.1                           | 6.7                           | 105.6                         |
| 平均月間日照時間                   | 147.0                         | 144.0                         | 176.6                         | 190.9                         | 201.6                         | 139.4                         | 156.7                         | 194.7                         | 162.9                         | 178.1                         | 154.9                         | 149.0                         | 1,989.1                       |
| 出典1：Japan Meteorological Agency |                               |                               |                               |                               |                               |                               |                               |                               |                               |                               |                               |                               |                               |
| 出典2：気象庁                      |                               |                               |                               |                               |                               |                               |                               |                               |                               |                               |                               |                               |                               |

| 広瀬（1991年 - 2020年）の気候      | 広瀬（1991年 - 2020年）の気候 | 広瀬（1991年 - 2020年）の気候 | 広瀬（1991年 - 2020年）の気候 | 広瀬（1991年 - 2020年）の気候 | 広瀬（1991年 - 2020年）の気候 | 広瀬（1991年 - 2020年）の気候 | 広瀬（1991年 - 2020年）の気候 | 広瀬（1991年 - 2020年）の気候 | 広瀬（1991年 - 2020年）の気候 | 広瀬（1991年 - 2020年）の気候 | 広瀬（1991年 - 2020年）の気候 | 広瀬（1991年 - 2020年）の気候 | 広瀬（1991年 - 2020年）の気候 |
| 月                                 | 1月                           | 2月                           | 3月                           | 4月                           | 5月                           | 6月                           | 7月                           | 8月                           | 9月                           | 10月                          | 11月                          | 12月                          | 年                            |
| ---------------------------------- | ----------------------------- | ----------------------------- | ----------------------------- | ----------------------------- | ----------------------------- | ----------------------------- | ----------------------------- | ----------------------------- | ----------------------------- | ----------------------------- | ----------------------------- | ----------------------------- | ----------------------------- |
| 最高気温記録 °C （°F）             | 17.6 (63.7)                   | 21.4 (70.5)                   | 27.1 (80.8)                   | 30.3 (86.5)                   | 34.4 (93.9)                   | 36.0 (96.8)                   | 39.3 (102.7)                  | 39.1 (102.4)                  | 36.8 (98.2)                   | 32.0 (89.6)                   | 29.1 (84.4)                   | 20.5 (68.9)                   | 39.3 (102.7)                  |
| 平均最高気温 °C （°F）             | 8.4 (47.1)                    | 9.9 (49.8)                    | 14.0 (57.2)                   | 19.8 (67.6)                   | 24.6 (76.3)                   | 27.1 (80.8)                   | 30.7 (87.3)                   | 32.1 (89.8)                   | 28.1 (82.6)                   | 22.6 (72.7)                   | 16.6 (61.9)                   | 10.7 (51.3)                   | 20.4 (68.7)                   |
| 日平均気温 °C （°F）               | 2.8 (37)                      | 3.8 (38.8)                    | 7.3 (45.1)                    | 12.7 (54.9)                   | 17.5 (63.5)                   | 21.4 (70.5)                   | 25.3 (77.5)                   | 26.1 (79)                     | 22.1 (71.8)                   | 16.0 (60.8)                   | 10.0 (50)                     | 4.8 (40.6)                    | 14.2 (57.6)                   |
| 平均最低気温 °C （°F）             | −1.0 (30.2)                   | −0.7 (30.7)                   | 2.0 (35.6)                    | 6.6 (43.9)                    | 11.6 (52.9)                   | 17.0 (62.6)                   | 21.5 (70.7)                   | 22.1 (71.8)                   | 18.0 (64.4)                   | 11.5 (52.7)                   | 5.6 (42.1)                    | 1.0 (33.8)                    | 9.6 (49.3)                    |
| 最低気温記録 °C （°F）             | −10.3 (13.5)                  | −12.9 (8.8)                   | −6.3 (20.7)                   | −3.0 (26.6)                   | 0.1 (32.2)                    | 5.4 (41.7)                    | 12.9 (55.2)                   | 13.7 (56.7)                   | 4.9 (40.8)                    | 0.2 (32.4)                    | −2.8 (27)                     | −8.4 (16.9)                   | −12.9 (8.8)                   |
| 降水量 mm （inch）                 | 85.8 (3.378)                  | 108.1 (4.256)                 | 181.9 (7.161)                 | 210.6 (8.291)                 | 246.8 (9.717)                 | 311.3 (12.256)                | 370.3 (14.579)                | 207.7 (8.177)                 | 213.4 (8.402)                 | 126.7 (4.988)                 | 97.0 (3.819)                  | 89.9 (3.539)                  | 2,263.4 (89.11)               |
| 平均降水日数 （≥1.0 mm）           | 10.6                          | 10.9                          | 11.7                          | 10.2                          | 9.4                           | 12.6                          | 12.6                          | 10.7                          | 10.1                          | 7.2                           | 8.3                           | 10.5                          | 124.8                         |
| 平均月間日照時間                   | 106.9                         | 119.9                         | 162.7                         | 182.7                         | 207.5                         | 144.7                         | 146.0                         | 180.0                         | 151.3                         | 165.1                         | 129.0                         | 106.3                         | 1,802                         |
| 出典1：Japan Meteorological Agency |                               |                               |                               |                               |                               |                               |                               |                               |                               |                               |                               |                               |                               |
| 出典2：気象庁                      |                               |                               |                               |                               |                               |                               |                               |                               |                               |                               |                               |                               |                               |

### 隣接する自治体
- 山口県
  - 光市
  - 柳井市
  - 周南市
  - 玖珂郡: 和木町
  - 熊毛郡: 田布施町
- 広島県
  - 大竹市
  - 廿日市市
- 島根県
  - 益田市
  - 鹿足郡: 吉賀町

### 人口
| |                                        |  |
| 岩国市と全国の年齢別人口分布（2005年） | 岩国市の年齢・男女別人口分布（2005年） |  |
| ■紫色 ― 岩国市 ■緑色 ― 日本全国 | ■青色 ― 男性 ■赤色 ― 女性              |  |
| 岩国市（に相当する地域）の人口の推移 \| 1970年（昭和45年） \| 157,338人 \| \| \| 1975年（昭和50年） \| 161,103人 \| \| \| 1980年（昭和55年） \| 163,692人 \| \| \| 1985年（昭和60年） \| 161,682人 \| \| \| 1990年（平成2年） \| 158,293人 \| \| \| 1995年（平成7年） \| 156,347人 \| \| \| 2000年（平成12年） \| 153,985人 \| \| \| 2005年（平成17年） \| 149,702人 \| \| \| 2010年（平成22年） \| 143,857人 \| \| \| 2015年（平成27年） \| 136,757人 \| \| \| 2020年（令和2年） \| 129,125人 \| \| |                                        |  |
| 総務省統計局 国勢調査より |                                        |  |
| 1970年（昭和45年） | 157,338人                              |  |
| 1975年（昭和50年） | 161,103人                              |  |
| 1980年（昭和55年） | 163,692人                              |  |
| 1985年（昭和60年） | 161,682人                              |  |
| 1990年（平成2年） | 158,293人                              |  |
| 1995年（平成7年） | 156,347人                              |  |
| 2000年（平成12年） | 153,985人                              |  |
| 2005年（平成17年） | 149,702人                              |  |
| 2010年（平成22年） | 143,857人                              |  |
| 2015年（平成27年） | 136,757人                              |  |
| 2020年（令和2年） | 129,125人                              |  |

### 地名
岩国市の地名を参照。

### 広島との関係
山口県の県庁所在地である山口市までは約100kmの距離がある一方で、政令指定都市であり広島県の県庁所在地で、中国地方への国の出先機関のほとんどが集中する地方中枢都市である広島市までは約35kmである。広島市と岩国市の間は国道2号・山陽自動車道（広島岩国道路）・山陽本線といった複数の交通機関で結ばれている。
旧市内・由宇町の大部分では、山口県内の放送以上に広島県方向にアンテナを向けて広島県のテレビジョン放送を見る世帯が多い。これは元々VHFのみであった昭和30年代のチャンネルプランでは、放送エリアは県域とはされず都市圏単位とされており、広島都市圏局の放送エリアは広島を中心とした60km圏内とされていたため、この中に含まれる岩国市をはじめとする山口県東部はかつて中国放送 (RCC)・広島テレビ (HTV) の正式な放送エリアであり、このときからの視聴習慣が今でも続いているためである。また、山口県各局の地上デジタルテレビジョン放送・岩国中継局の置局の際には、絵下山の広島デジタルテレビジョン放送局と方向が近い、広島県江田島市の野登呂山に設けられた。
なお、沿岸部では愛媛県のテレビジョン放送も広島局同様に良好に受信できる。アンテナさえ複数設置すれば、民放局は11局（広島4局・愛媛4局・山口3局）受信できる。ただし広島局・愛媛局ともテレビ東京系列がないため、福岡5局が受信できる下関市をはじめとした県西部と異なり4系列のみの受信となる。

## 姉妹都市
国内
- 鳥取市（鳥取県）
- 宜野湾市（沖縄県）

海外
- エベレット市（アメリカ合衆国ワシントン州）
- ジュンジアイ市（ブラジル連邦共和国）
- 太倉市（中国江蘇省）

## 行政

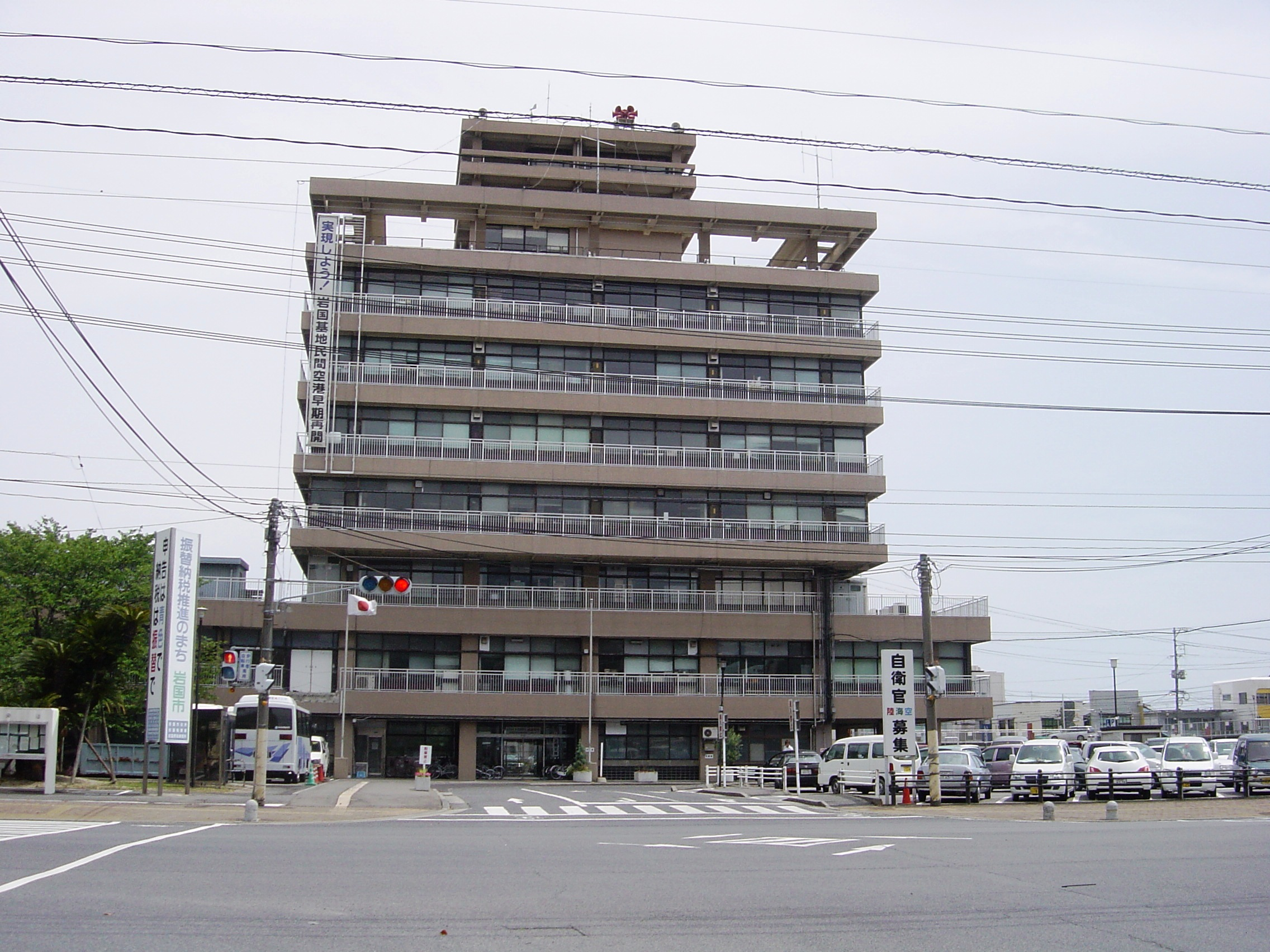
旧庁舎

- 市長: 福田良彦（2008年2月10日就任、5期目）

警察
- 岩国警察署
  - 広瀬幹部交番
  - 岩国西幹部交番

## 議会

### 岩国市議会
- 定数：28人[5]
- 任期：2022年 - 2026年10月31日
- 議長：桑原敏幸
- 副議長：松川卓司

### 衆議院
2023年衆議院議員補欠選挙
- 選挙区：山口2区（下松市、岩国市、光市、柳井市、周南市（旧熊毛町域）、大島郡、玖珂郡、熊毛郡）
- 投票日：2023年4月23日
- 当日有権者数：279,203人
- 投票率：42.41％

| 当落 | 候補者名 | 年齢 | 所属党派   | 新旧別 | 得票数   |
| ---- | -------- | ---- | ---------- | ------ | -------- |
| 当   | 岸信千世 | 31   | 自由民主党 | 新     | 61,369票 |
|      | 平岡秀夫 | 69   | 無所属     | 元     | 55,601票 |

2021年衆議院議員総選挙
- 選挙区：山口2区（下松市、岩国市、光市、柳井市、周南市（旧熊毛町域）、大島郡、玖珂郡、熊毛郡）
- 投票日：2021年10月31日
- 当日有権者数：283,552人
- 投票率：51.61％

| 当落 | 候補者名 | 年齢 | 所属党派   | 新旧別 | 得票数    | 重複 |
| ---- | -------- | ---- | ---------- | ------ | --------- | ---- |
| 当   | 岸信夫   | 62   | 自由民主党 | 前     | 109,914票 | ○    |
|      | 松田一志 | 64   | 日本共産党 | 新     | 32,936票  |      |

## 歴史
守護大名・大内氏が中国地方を統治していた室町期まで、岩国氏・弘中氏といった豪族がこの地を治めていた。関ヶ原の戦いの後、長門・周防の2国に減封された毛利家前当主・毛利輝元は、東の守りとして、毛利元就の次男・吉川元春の三男で、吉川家を相続していた吉川広家（広家は武断派と言ってよかろう、関ヶ原の戦いにおいて徳川方に通じ、毛利本家を参戦させないように画策した。結果として家康より広家に対して防長2州を与えられたが毛利本家安泰のため固辞した）に岩国を与えた。以後、岩国は、吉川家が治める岩国領6万石の城下町として発展していく。後述のように、関ヶ原敗戦の原因を毛利両川（小早川の裏切りと吉川の内応）のためと考えていた毛利本家から、幕府に対して支藩としての推挙がなかったため、岩国領と称された。吉川氏が諸侯に列し、大名となったのは慶応4年のことである。したがって岩国藩と呼べるのは、それ以後からのこととなる。旧市街である、錦見（にしみ）・岩国・横山といった現西岩国駅・川西駅の周辺が繁栄した。江戸年間、岩国藩と長州藩は幕末まで吉川家の家格をめぐって疎遠であった。また、現在の錦川下流の沖積平野は、吉川藩時代における殖産興業政策により埋め立て開墾された部分がほとんどである。この質素倹約政策のため、徳川政権時代に始まった派手な祭りは無いと言っていい。関ヶ原の戦いにおける吉川広家の施策のためか、第一次長州戦争（長州征伐）の際、萩藩と幕府側の仲裁に岩国藩主・吉川経幹（監物）が出向いた。また四境の役（第二次長州戦争）では小瀬川を挟んで芸州口の戦いの兵站地となった。
明治維新の後に廃藩置県で岩国県になるが、間もなく山口県に統合される。1925年（大正14年）、現岩国駅周辺の麻里布地区に帝國人造絹糸（帝人）の工場が建設された。以降岩国港を基盤にして山陽パルプ工業（現・日本製紙）、東洋紡績などの軽工業の工場が進出し、「人絹町」と呼ばれる工業地区が発展した。
昭和に入り、近隣の広島や呉や江田島と並んで、日本陸軍燃料廠や海軍潜水艦訓練基地や海軍岩国航空隊などが設置され、軍事都市としての色が濃くなり、別々の町だった岩国と麻里布が合併して市制を敷いた。同市の柱島には日本海軍の錨地が置かれ、戦前、戦中を通して柱島泊地として使われた。
1941年（昭和16年）9月17日、合併後の市議会で助役が18万円の赤字が生じる厳しい財政状況を説明。その後、西村市長と助役が市財政立て直しがつくまで年俸を辞退することを表明した。この種の給与返上は全国初の出来事となった。
第二次世界大戦後の1947年（昭和22年）12月5日、市内に昭和天皇の戦後巡幸。国立岩国病院（元海軍将兵療養所）、岩国興業組合（引揚者による林業事業体）、山口県岩国更生会館（生活困窮者の授産施設）、岩国東小学校、太刀洗航空廠跡地（引揚者のための住宅地）を訪問。慰問や激励が行われた。
その後は、旧来よりの企業により工業都市として発展を遂げる。旧日本海軍の航空基地跡に在日米軍の岩国基地も設置され、米軍の日本国内での軍事拠点の一つとなっている。このため、煙突などの高さに規制がかかり、新規企業の誘致が困難になった。しかし、海上自衛隊・米軍との共用への動きとともに市民の篤い要望でもあった民間空港再開は、2012年（平成24年）12月に岩国錦帯橋空港（岩国飛行場）が開港したことで実現した。

### 行政区域の変遷
- 1940年（昭和15年）4月1日 - 玖珂郡岩国町・麻里布町・川下村・愛宕村・灘村が合併して岩国市（第1次）が発足。
- 1955年（昭和30年）4月1日 - 玖珂郡小瀬村・藤河村・御庄村・北河内村・南河内村・師木野村・通津村を編入。
- 2006年（平成18年）3月20日 - 玖珂郡由宇町・玖珂町・本郷村・周東町・錦町・美川町・美和町と合併し、改めて岩国市（第2次）が発足。

### 災害
- 2014年（平成26年）8月 - 平成26年台風第12号の集中豪雨。新港町で土砂災害が発生し、死者1人、家屋被害3棟[8]。

## 経済

### 市内で創業された主な企業
- カシワバラ・コーポレーション - 建設業
- ビッグモーター - 中古車販売業。1976年（昭和51年）に「兼重オートセンター」として開業[9]。のちに東京都多摩市に本社移転。現在はWECARSに事業譲渡。
- 獺祭 - 純米大吟醸酒「獺祭」を製造・販売。周東町が創業地。2025年6月1日に社名をそれまでの旭酒造株式会社から主力商品名と同じ「株式会社獺祭」に変更した。

### 市内に生産拠点を置く主な工場
- 帝人岩国事業所
- 三井化学岩国大竹工場
- 日本製紙岩国工場
- 東洋紡岩国工場
- 旭化成建材岩国工場
- 日本製紙クレシア岩国工場
- ベンリナー（アイデア調理器具）

#### 小売業
- 福屋岩国店
- フジグラン岩国
- ゆめタウン南岩国
- フレスタモールCAZL岩国

### 漁業
- 通津漁港
- 黒島漁港
- 端島漁港
- 由宇漁港
- 神代漁港

### 金融機関
銀行（地方銀行、都市銀行）
- 山口銀行
- 西京銀行
- 広島銀行
- もみじ銀行

信用金庫、信用組合、JA
- 西中国信用金庫
- 東山口信用金庫
- JAバンク
  - 山口県農業協同組合（JA山口県）岩国統括本部
- 信用組合広島商銀
- 日本政策金融公庫
- 中国労働金庫

証券会社
- 東洋証券
- ひろぎん証券（旧ウツミ屋証券→ひろぎんウツミ屋証券）
- 藍澤證券
- ワイエム証券

## 通信

### メディア
新聞
- 日刊いわくに - 2006年に休刊した防長新聞の編集者が2007年に創刊
- 中国新聞（岩国総局・玖珂支局）
- 山口新聞（みなと山口合同新聞社）・朝日新聞・読売新聞が岩国支局、共同通信社が岩国分室、毎日新聞が岩国通信部を置く。

放送
- アイ・キャン（ケーブルテレビ局）
- AFN Iwakuni
- 山口放送・テレビ山口・山口朝日放送・テレビ新広島・NHK山口放送局が岩国支局を置く。

### 市外局番
市外局番は0827 (20〜50、52〜99) となっている。
- 0827 (20〜50、52〜99) エリア
  - 広島県: 大竹市
  - 山口県: 岩国市・和木町

### 郵便番号
- 郵便番号は、以下の通りとなっている。
  - 岩国郵便局: 740-00xx、740-85xx、740-86xx、740-87xx、741-00xx、741-85xx、741-86xx、741-87xx[注釈 2]
  - 北河内郵便局: 740-03xx
  - 広瀬郵便局: 740-07xx、740-05xx、740-08xx、740-09xx[注釈 3]
  - 美和郵便局: 740-12xx、740-06xx
  - 由宇郵便局: 740-14xx
  - 玖珂郵便局: 742-03xx
  - 高森郵便局: 742-04xx

## 交通

### 空港
- 岩国錦帯橋空港
  - 全日本空輸 (ANA)
    - 東京国際空港
    - 那覇空港（2017年3月26日より運航再開）

### 鉄道
- 中心駅: 岩国駅
- 西日本旅客鉄道
  - 山陽新幹線: 新岩国駅

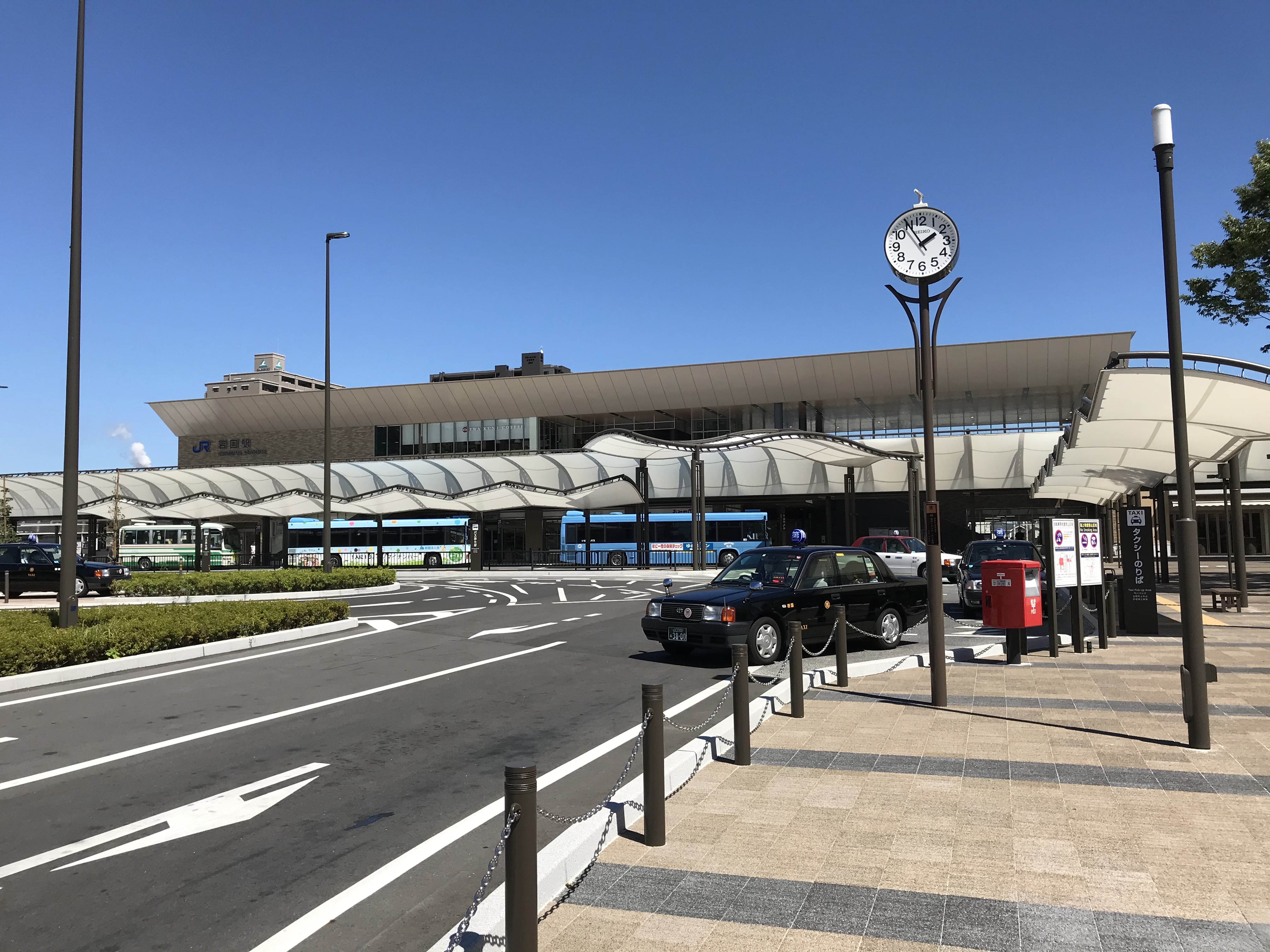
岩国駅

  - 山陽本線: 岩国駅 - 南岩国駅 - 藤生駅 - 通津駅 - 由宇駅 - 神代駅
  - 岩徳線: 岩国駅 - 西岩国駅 - 川西駅 - 柱野駅 - 欽明路駅 - 玖珂駅 - 周防高森駅 - 米川駅
- 錦川鉄道
  - 錦川清流線（全線）: 川西駅 - 清流新岩国駅 - 守内かさ神駅 - 南河内駅 - 行波駅 - 北河内駅 - 椋野駅 - 南桑駅 - 根笠駅 - 河山駅 - 柳瀬駅 - 錦町駅
- かつて走っていた鉄道: 岩国電気軌道

### バス路線
一般路線バスとしては、合併前の市内一円をいわくにバス（2015年3月31日まで運行していた岩国市交通局が100%出資し2010年4月1日に開業した子会社で、交通局の路線を2015年4月1日付で全譲受）が、旧郡部のエリアを岩国市生活交通バスおよび岩国市営由宇バスが網羅する。国道2号沿いには防長交通の路線も運行されている。
また、他地域とを結ぶ高速バスとして、以下の路線が運行されている。
| 愛称名           | 運行会社     | 運行区間                                                                                | 昼/夜行 |
| ---------------- | ------------ | --------------------------------------------------------------------------------------- | ------- |
| 萩エクスプレス号 | 防長交通     | 東京（東京駅・霞ヶ関） - 岩国駅前・玖珂IC                                               | 夜行    |
| （愛称名なし）   | 防長交通     | 広島市 - 玖珂IC - 周南市 - 防府市 - 山口市 広島市 - 玖珂IC - 柳井市 - 平生町 - 田布施町 | 昼行    |
| （愛称名なし）   | いわくにバス | 広島市 - 岩国市内（各地）                                                               | 昼行    |

### タクシー
- 構内タクシー
- 双葉タクシー
- 朝日タクシー
- 第一タクシー
- 通津タクシー
- にしきタクシー
- 由宇タクシー
- 富士タクシー

### 港湾
- 岩国港（重要港湾）
- 定期旅客航路
  - 岩国柱島海運

### 索道
- 岩国城ロープウェイ

### 道路
高速道路
- 山陽自動車道: 岩国IC - 玖珂IC
- 広島岩国道路
- 岩国大竹道路（建設中）
- 中国自動車道: 深谷PA（市内にインターチェンジは存在しない。最寄のインターチェンジは、島根県吉賀町の六日市IC）

一般国道
- 国道2号
- 国道187号
  - 道の駅ピュアラインにしき
- 国道188号
  - 岩国南バイパス
- 国道189号
- 国道376号
- 国道434号
- 国道437号

主要地方道
- 山口県道・広島県道1号岩国大竹線
- 山口県道・広島県道2号岩国佐伯線
- 山口県道5号周東美川線
- 山口県道7号柳井周東線
- 山口県道15号岩国玖珂線
- 島根県道・山口県道16号六日市錦線
- 山口県道50号岩国停車場線
- 山口県道59号岩国錦線
- 山口県道69号徳山本郷線
- 山口県道70号柳井玖珂線

一般県道
- 山口県道110号岩国錦帯橋空港線
- 山口県道111号岩国美和線
- 山口県道112号藤生停車場錦帯橋線
- 山口県道113号南岩国停車場磯崎線
- 山口県道114号新岩国停車場線
- 山口県道115号通津周東線
- 広島県道・山口県道116号大竹美和線
- 山口県道・広島県道117号乙瀬小方線
- 広島県道・山口県道119号佐伯錦線
- 山口県道・島根県道120号須川吉賀線
- 山口県道121号羅漢山公園宇佐郷線
- 山口県道130号本郷周東線
- 山口県道131号本郷五味線
- 山口県道133号根笠周東線
- 山口県道134号秋掛錦線
- 山口県道135号北中山岩国線
- 山口県道136号上久原藤生停車場線
- 山口県道137号玖珂停車場線
- 山口県道138号周東田布施線
- 山口県道139号三瀬川下松線
- 山口県道140号獺越下松線
- 山口県道141号祖生通津停車場線
- 山口県道143号周防高森停車場線
- 山口県道144号光玖珂線
- 山口県道149号柳井由宇線
- 山口県道150号銭壺山公園線
- 山口県道320号塩田中山線
- 山口県道361号錦鹿野線

## 教育

### 短期大学
私立
- 岩国短期大学

### 高等学校
県立
- 山口県立岩国高等学校
  - 坂上分校
  - 広瀬分校
- 山口県立岩国総合高等学校
- 山口県立岩国商業高等学校
- 山口県立岩国工業高等学校
- 山口県立高森高等学校

私立
- 高水高等学校
- 松陰高等学校
- ウィッツ青山学園高等学校広域通信制　山口キャンパス

### 中学校
市立
- 岩国中学校
- 麻里布中学校
- 川下中学校
- 灘中学校
- 平田中学校
- 岩国西中学校
- 御庄中学校
- 通津中学校
- 錦中学校
- 本郷中学校
- 美川中学校（2017年より休校中）
- 美和中学校
- 由宇中学校
- 玖珂中学校
- 周東中学校

県立
- 高森みどり中学校

私立
- 高水高等学校付属中学校

### 小学校
市立
この中で1番児童が多い小学校は岩国小学校で約1000人。
- 岩国小学校
- 麻里布小学校
- 川下小学校
- 愛宕小学校
- 平田小学校
- 灘小学校
- 中洋小学校
- 通津小学校
- 藤河小学校
- 御庄小学校
- 柱野小学校
- 端島小学校

- 天尾小学校
- 杭名小学校
- 河内小学校
- 小瀬小学校
- 装港小学校
- 高森小学校
- 川上小学校
- 修成小学校
- 米川小学校
- 周北小学校
- 中田小学校
- 祖生東小学校

- 玖珂小学校
- 由宇小学校
- 由西小学校
- 神東小学校
- 美和西小学校
- 美和東小学校
- 美川小学校
- 本郷小学校
- 波野小学校
- 錦清流小学校
- 宇佐川小学校

### 小中一貫校
- 東小学校・中学校

### 特別支援学校
- 山口県立岩国総合支援学校

### 専修学校・各種学校
- 国立病院機構岩国医療センター附属看護学校
- 岩国YMCA国際医療福祉専門学校
- 岩国理容美容専修学校
- 岩国家政専門学校

## 名所・旧跡・観光スポット
岩国地域
- 白崎八幡宮
- 錦帯橋
- 岩国城
- 吉香公園
- 吉川家墓所
- 通津海水浴場
- 桜井戸（湧水・名水百選）
- 岩国徴古館

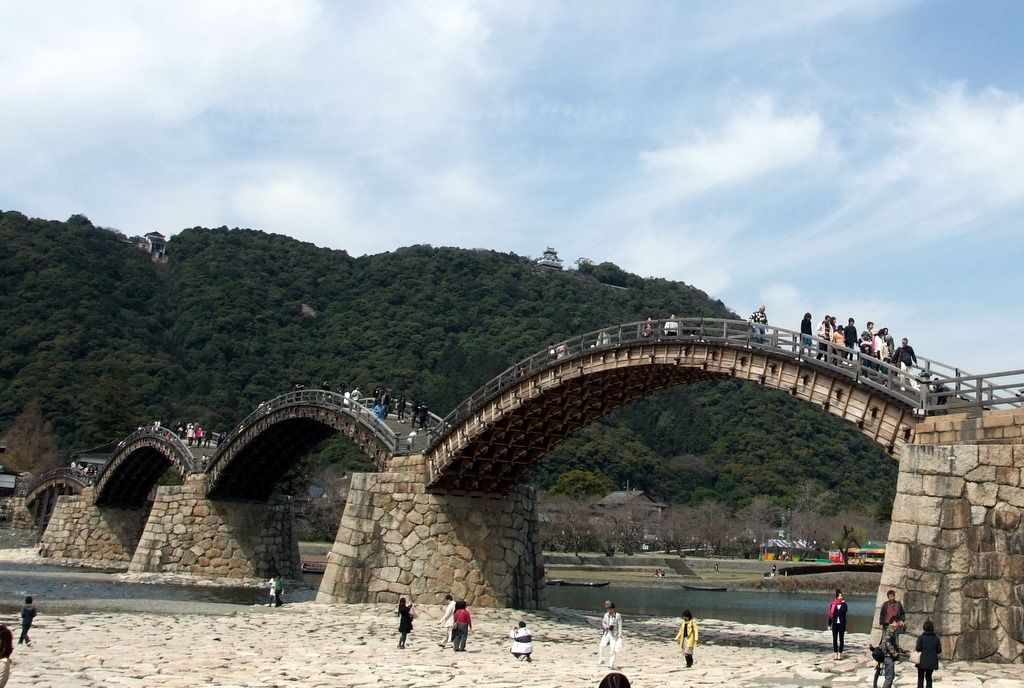
岩国城と錦帯橋

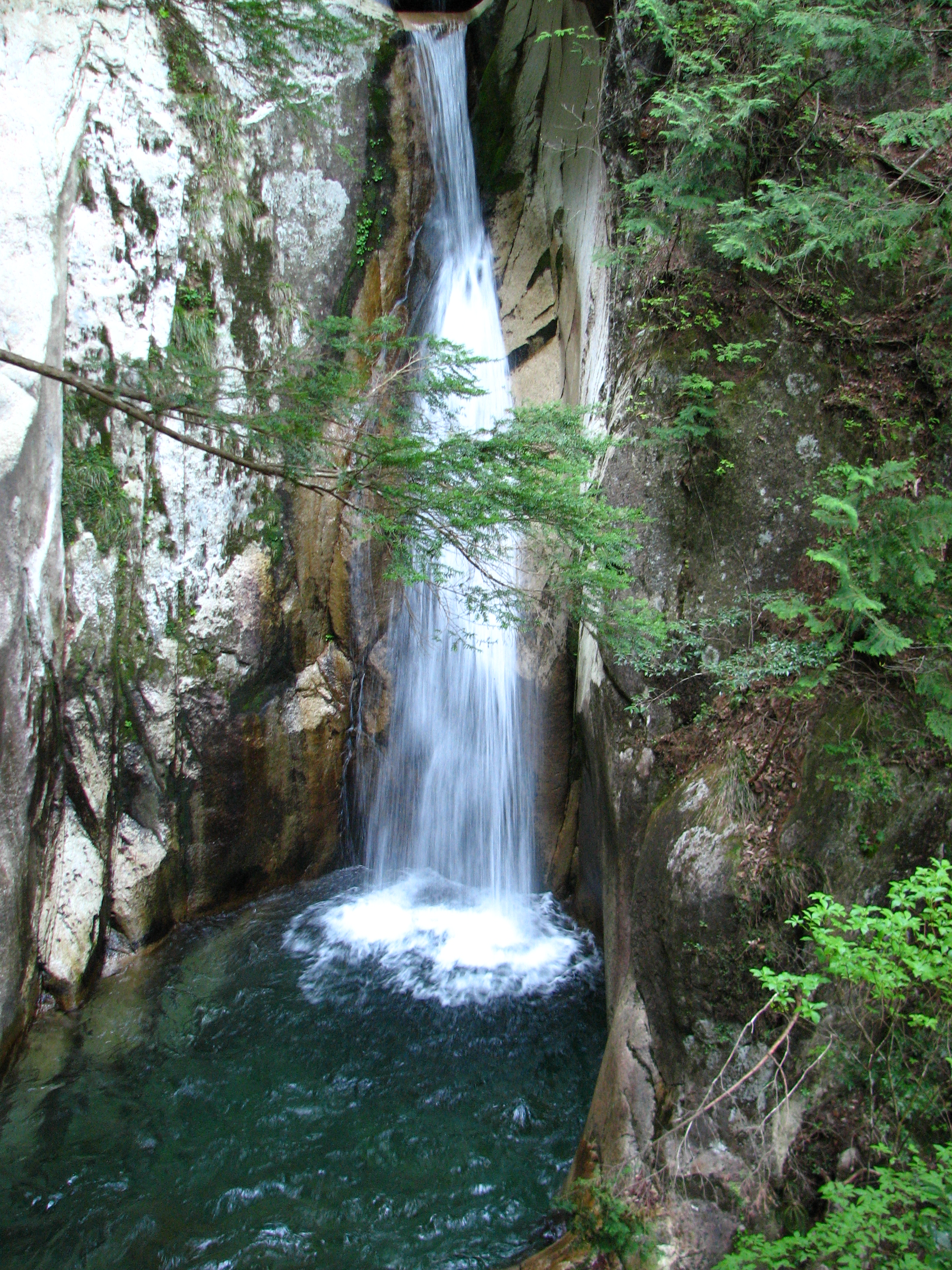
寂地峡

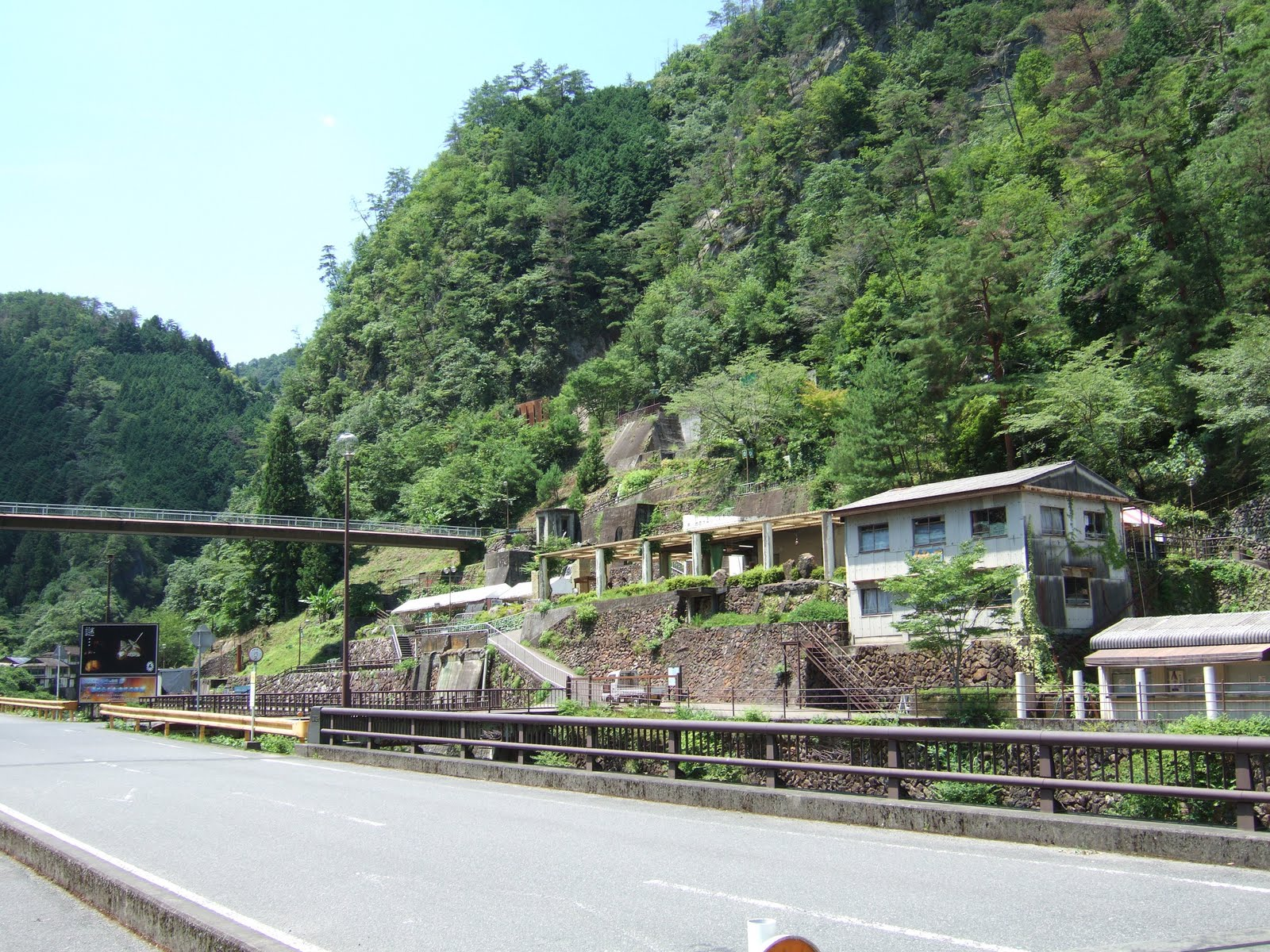
地底王国美川ムーバレー

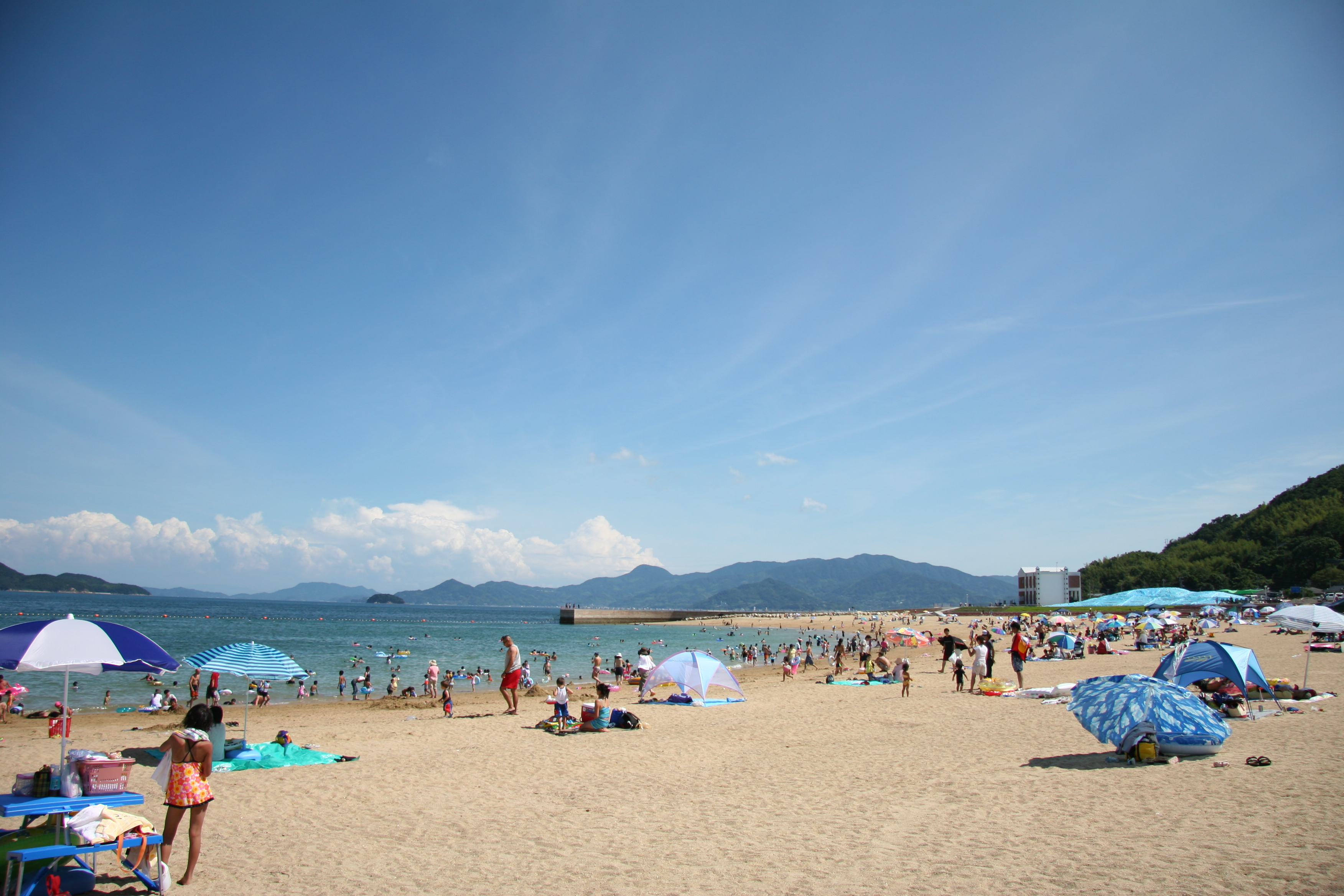
潮風公園みなとオアシスゆう

- 柏原美術館（旧岩国美術館+柏原コレクション）
- 吉川史料館
- 白蛇資料館
- 白蛇横山観覧所
- 白蛇神社
- 宇野千代生家
- 岩国学校教育資料館
- 海上自衛隊 岩国航空基地史料館
- 二鹿の滝（天然記念物二鹿のシャクナゲ群生地）
- 錦帯橋温泉

錦地域
- 羅漢山
- 岩日線未完線路（山口きらら博で使われていたキララトレインが走っている（錦町〜雙津峡温泉））
- 寂地峡
- 雙津峡温泉
- 深谷峡温泉
- まちぐるみ博物館（広瀬商店街）
- 清流砦（アスレチック迷路や鮎のつかみどり）

本郷地域
- らかん高原

美川地域
- 地底王国美川ムーバレー
- 観音水車でかまるくん

美和地域
- 弥栄峡
- 弥栄湖（弥栄ダム）

由宇地域
- 広島東洋カープ由宇練習場
- 潮風公園みなとオアシスゆう
- 岩国市立ミクロ生物館
- 由宇温泉

### 天然記念物
- カジカガエル生息地
- 岩国のシロヘビ
- 吉香公園のエンジュ山口県指定天然記念物
- 岩屋観音窟

### 百選
- 日本の滝百選 - 寂地峡五竜の滝
- ふるさとおにぎり百選 - 岩国寿司
- ダム湖百選 - 弥栄湖（弥栄ダム）
- 人と自然が織りなす日本の風景百選 - 日本三大奇橋・岩国の錦帯橋
- 水源の森百選 - 水源の森木谷山
- 日本さくら名所百選 - 吉香公園・錦帯橋
- 名水百選 - 桜井戸、寂地川
- 日本の歴史公園100選 - 吉香公園
- 日本100名城 - 岩国城
- 美しい日本の歴史的風土100選 - 錦帯橋周辺地域
- 郷土料理百選 - 岩国寿司
- 天然アユがのぼる100名川 - 錦川

### 名物
- 岩国寿司 - 箱寿司
- おおひら - 郷土料理
- レンコン
- 岩国茶がゆ
- 岩国栗
- 鮎（鮎うるか・鮎姿煮）
- 阿品たくあん
- 高森牛（旧周東町）
- お米麺（旧玖珂町）
- ヤーコン芋（旧由宇町）
- わさび（旧錦町）

### 銘菓
- 岩まん
- 錦帯せんべい
- はす餅
- 五橋ジュレ（地酒五橋の風味入りゼリー）
- 岩国のいがもち（三木屋）
- 古田のういろう
- 錦川の鮎（蔵前堂）

### 公園・遊び場
- 吉香公園
  - 錦帯橋、白ヘビ観覧所、岩国歴史美術館、岩国徴古館、旧目加田家住宅など観光スポットと花の名所。
- 長山公園
- 岩国スケートパーク
- 高照寺山グリーンパーク
- 岩国運動公園
- 通津美が浦公園
- 広島東洋カープ由宇練習場（由宇球場、広島東洋カープ二軍本拠地）/由宇
- 潮風公園みなとオアシスゆう/由宇
- 山口県ふれあいパーク/由宇・銭壺山
- こどもの館 kid Museum/玖珂
- グリーンオアシス/玖珂
- らかん高原交流センター/錦

### 行事・イベント
- 錦帯橋まつり（4月29日）

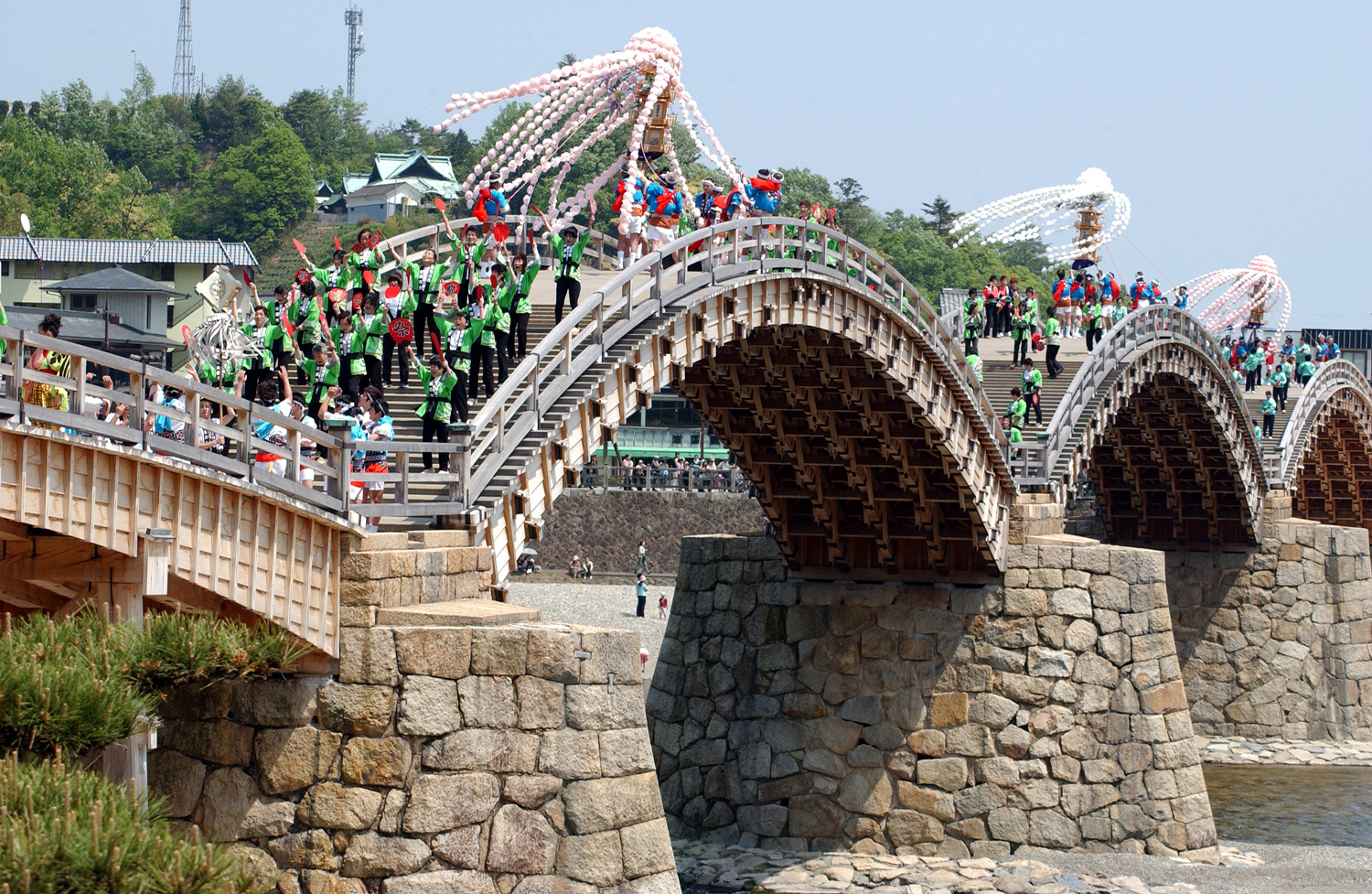
錦帯橋まつり

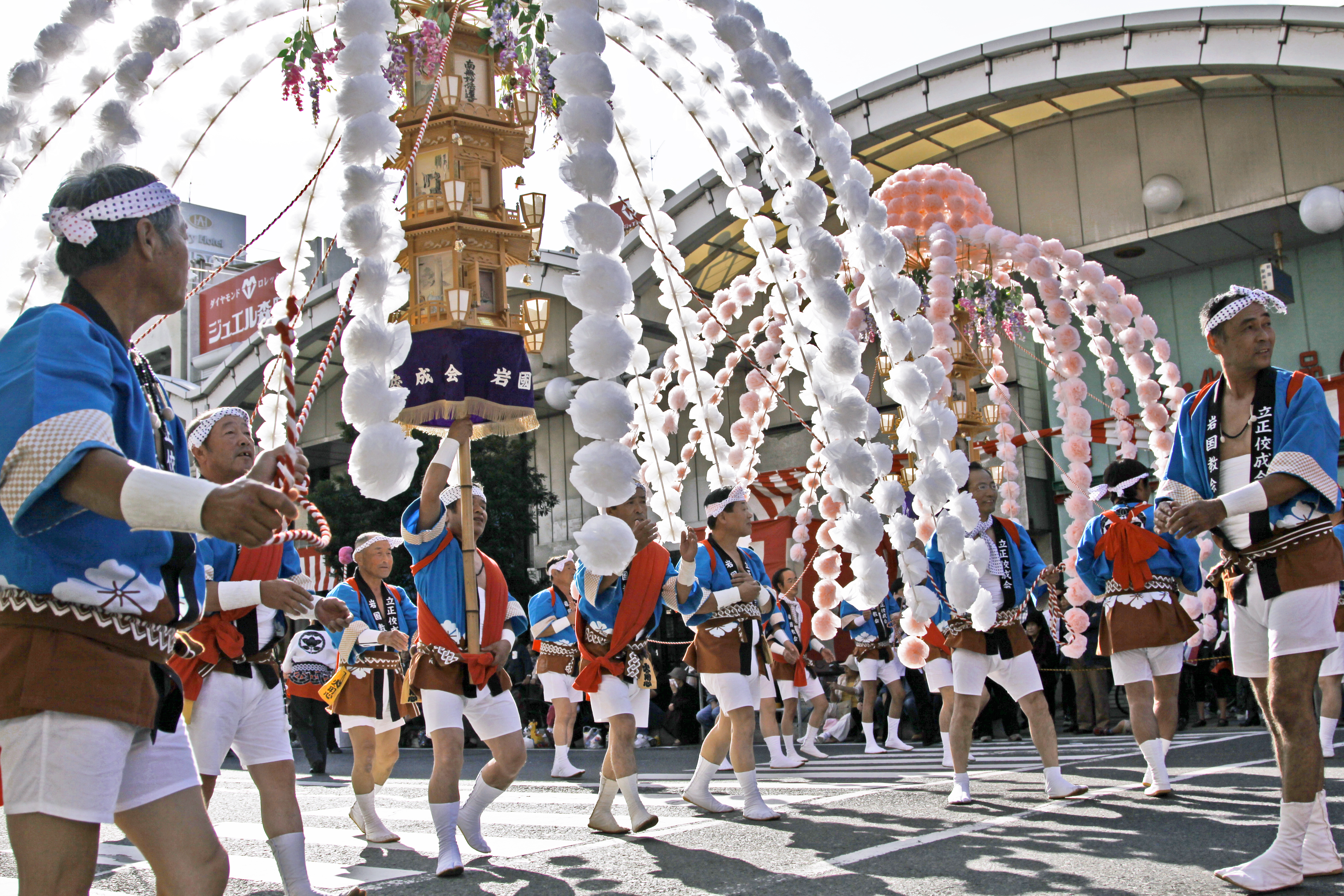
岩国まつり

- 日米親善デー（5月5日）米軍岩国基地を一般開放、軍用機展示、航空ショーほか

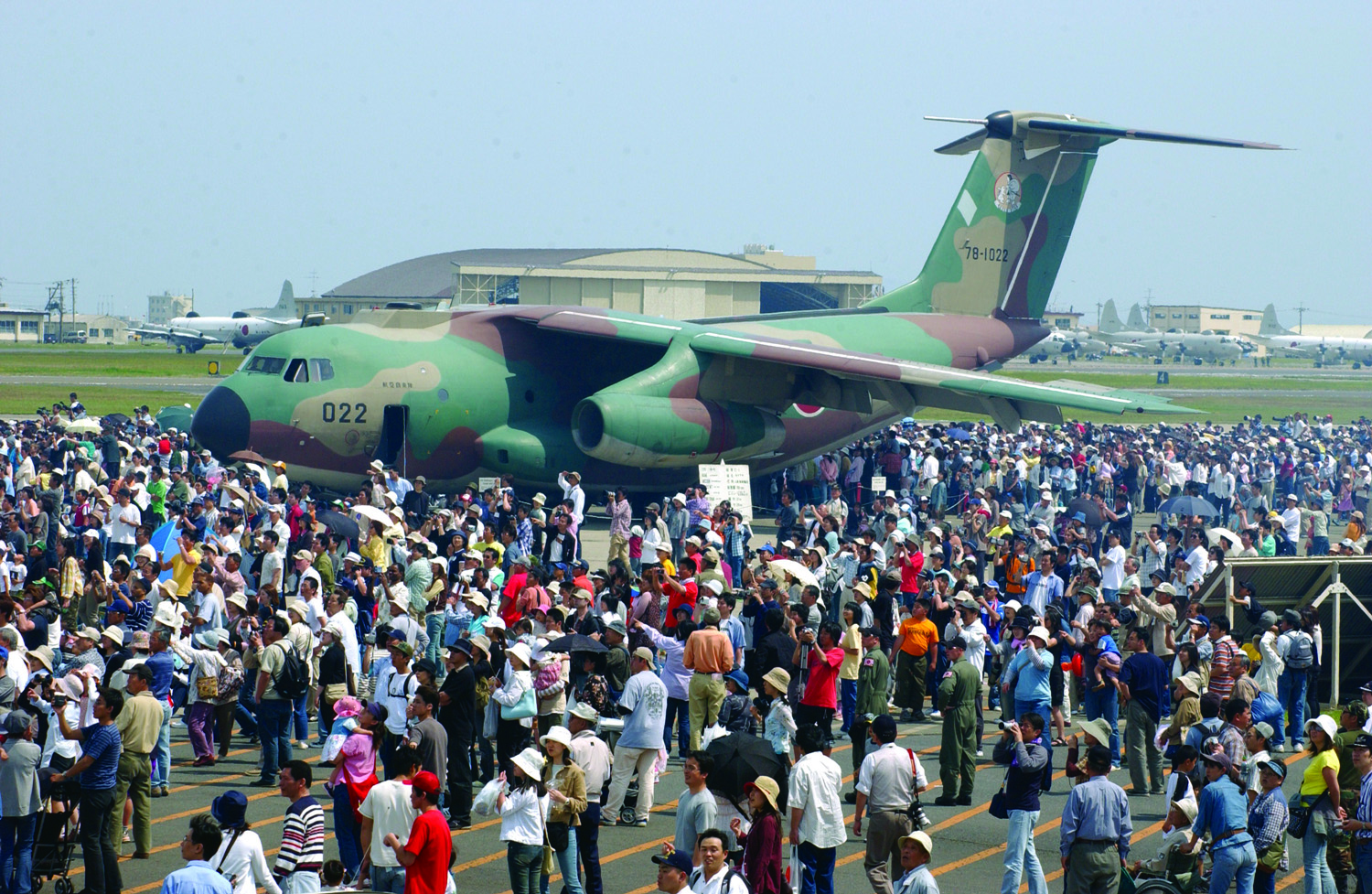
日米親善デー
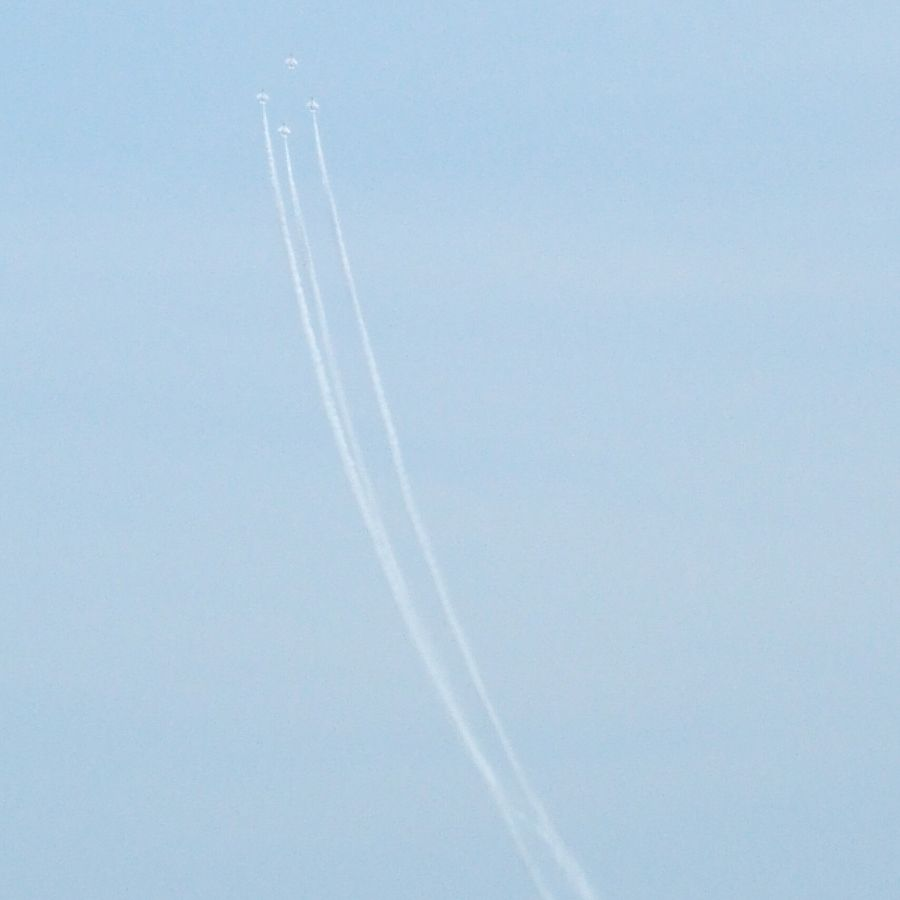
飛行披露

- 錦川の鵜飼い（6月1日〜8月31日 錦帯橋そばの錦川）
- 弥栄湖スポーツフェスティバル（7月最終土、日曜）
- 周防祖生の柱松行事（8月中旬）周東町祖生地区周辺 国の重要無形民俗文化財
- 岩国行波の神舞（10月中旬）行波地区 国の重要無形民俗文化財
- 岩国まつり（10月第3土・日曜日）岩国駅前周辺
- ゆうyouフェスタ（10月）由宇町周辺
- 鞍掛城まつり（11月）玖珂町周辺
- サンチャロウまつり（11月）美和町周辺
- 周東食肉フェア（11月最終日曜日）周東町周辺

## 岩国市を舞台とした作品
小説
- おはん（宇野千代）
- 水西書院の娘（宇野千代）
- 生きて行く私（宇野千代）
- 河霧（国木田独歩）
- 画の悲しみ（国木田独歩）
- 欺かざるの記（国木田独歩）
- 自叙伝（河上肇）
- 朝はだんだん見えてくる（岩瀬成子）
- 額の中の街（岩瀬成子）
- 箱庭（内田康夫）
- 彼の歩んだ道（末川博）
- 錦帯橋物語（伊藤正一）
- まぼろしの木橋（かつおきんや）
- 永興寺へ〜岩国の心を尋ねて〜（田山千恵子）
- はじめてのひとり旅〜瀬戸内海ラブ・ストーリー（村上桜子）

映画
- いちご同盟（1997年）

アニメ
- リーンの翼（富野由悠季）

音楽
- 岩国の夜（岡ゆう子）
- いつかもうすぐ/アルバム「君が人生の時」収録（浜田省吾）
- 雨の錦帯橋（山口瑠美）
- 清河への道〜48番（新井英一）

漫画
- 加治隆介の議（弘兼憲史）
- 馬鹿者のすべて（村岡ユウ）

CM
- ネスカフェゴールドブレンド（With/オペラ歌手錦織健）
- サントリー|缶コーヒーBOSS／レインボーマウンテン『鵜飼い』篇

ご当地ヒーロー
- 清流光神ハクジャオー

## スポーツチーム
- 東洋紡岩国硬式野球部（社会人野球） - 東洋紡の岩国工場を拠点に1949年から1976年にかけて活動していた。

## 著名な出身者
- 芦岡俊明 - プロ野球選手
- 有坂成章 - 銃器設計者
- 石田ニコル - ファッションモデル
- 岩川隆 - 作家
- 岩瀬成子 - 児童文学作家
- 宇津本直紀 - DEENメンバー、音楽プロデューサー
- 宇野千代 - 作家
- 梅森徹 - 勤労者退職金共済機構理事長、全国地方銀行協会常務理事、日本銀行名古屋支店長[10]
- 江木翼 - 貴族院議員、司法大臣、鉄道大臣
- 大友柳太朗 - 俳優
- 岡本信人 - 俳優
- 柏秀樹 - モータージャーナリスト
- 兼重宏行 - ビッグモーター創業者
- 河上徹太郎 - 評論家
- 河上肇 - 経済学者
- 魁傑将晃 - 大相撲力士、日本相撲協会理事長
- 北島邦彦 - 東京都杉並区議会議員
- 栗栖赳夫 - 大蔵大臣
- 琴岩国武士 - 大相撲力士
- 児玉美紀 - イラストレーター
- 小松茂美 - 古筆学者、美術史学者
- 近藤奈津枝 - 海上自衛隊海将
- 佐古正人 - 俳優、声優
- 佐古雅俊 - 競輪選手
- 佐々生佳典 - NHKアナウンサー
- 沢田幸二 - KBC九州朝日放送アナウンサー
- 塩屋紀克 - NHKアナウンサー
- 重宗和伸 - 映画監督、映画プロデューサー
- 重宗雄三 - 参議院議長
- 庄司いずみ - 料理研究家
- 新保友映 - ニッポン放送アナウンサー
- 末川博 - 法学者、立命館大学総長、京都市名誉市民
- 末廣健児 - 作曲家・編曲家・マンドロンチェロ奏者・指揮者
- 隅修三 - 東京海上ホールディングス社長
- 園乾治 - 慶応大教授
- ターザン山本 - スポーツライター
- 田口梓乃 - 女子競輪選手
- 田島直人 - 陸上競技選手、ベルリンオリンピック三段跳び金メダリスト
- 田中稲城 - 帝国議会図書館初代館長
- 田中穂積 - 作曲家（“美しき天然”など）
- 玉乃世履 - 初代大審院長
- 田村和希 - 陸上競技選手
- 中村克洋 - フリーアナウンサー・元NHKアナウンサー
- 難波圭一 - 声優
- 西村茂生 - 岩国市長、衆議院議員（政友会・自由党）
- 西村正行 - 岩手朝日テレビ・長崎国際テレビアナウンサー
- 東沢瀉 - 陽明学者
- 長谷川好道 - 陸軍元帥
- 白法山旺三 - 大相撲力士
- 樋口明雄 - 小説家
- 平岡秀夫 - 衆議院議員（民主党）、第88代法務大臣、弁護士
- 弘兼憲史 - 漫画家
- 広中平祐 - 数学者（数学のノーベル賞といわれるフィールズ賞を受賞）
- 福田良彦 - 岩国市長、衆議院議員（自民党）
- 藤井かすみ - 女子プロゴルファー
- 藤岡市助 - 東芝創業者
- 藤重政孝 - ミュージシャン、俳優
- 藤重博貴 - NHKアナウンサー
- 藤谷光信 - 参議院議員（民主党）
- 藤中章三 - 日本経営数理コンサルティング創業者・社長
- マシュー・キイチ・ヒーフィー - ミュージシャン、トリヴィアム（ヘヴィメタルバンド）ヴォーカル・ギター
- 又野誠治 - 俳優
- 松田美智子 - 作家
- 松林和雄 - プロ野球選手
- 松林慎司 - 俳優
- 真柴あずき - 脚本家
- 三上真司 - ゲームデザイナー
- 三吉正一 - 電気技術者、実業家
- 宗正彰 - 経済アナリスト、テレビ・ラジオコメンテーター
- 村岡ユウ - 漫画家
- 村重杏奈 - アイドル
- 村中智絵 - 山口朝日放送アナウンサー
- 目加田誠 - 中国文学者
- 森慎二 - プロ野球選手
- 山下やよい - マリンバ奏者（岩国市優秀文化賞受賞）
- 山口瑠美 - 演歌歌手
- 鑓田研一 - 小説家
- 湯浅赳男 - 新潟大学教授、経済学者、文化人類学者、環境経済学者、経済人類学者
- 吉田治美 - 山口放送アナウンサー
- 吉田矢健治 - 作曲家

## 米軍岩国基地を巡る問題
現在計画中の在日米軍再編の中で、市内にある米軍岩国基地への空母艦載機移転が計画されており、これを巡っては2006年3月12日、旧岩国市に於いて住民投票が行われ、反対票が賛成票を大きく上回る結果となった。しかし、その後の国の強硬姿勢もあって岩国市内では様々な議論を呼んでいる。詳細は岩国基地への空母艦載機部隊移転の項目を参照のこと。